# Bone Machine
Bone Machine — одиннадцатый студийный альбом автора-исполнителя Тома Уэйтса, изданный 8 сентября 1992 года. В качестве гостей на нём появились: вокалист «Los Lobos» Дэвид Идальго, бас-гитарист «Primus» Лес Клейпул и гитарист «The Rolling Stones» Кит Ричардс.

## Об альбоме
Bone Machine знаменует возврат Уэйтса в студию после пятилетнего перерыва с момента выхода Franks Wild Years. Альбом отличается мрачной лирикой на тему смерти и убийств и доминированием ударных и гитары, а не любимого Томом фортепиано. Атмосферу альбома передаёт размытая чёрно-белая обложка, автор которой сын Боба Дилана — Джесси. На ней изображён певец в кожаной тюбетейке с рогами и защитных очках, в этом же виде он появляется в двух музыкальных видео: «Goin' Out West» и «I Don’t Wanna Grow Up» (последнее снял известный арт-хаусный режиссёр Джим Джармуш, друг Тома). Запись проходила в подвале студии Prairie Sun Recording в Котати, Калифорния, который привлёк Тома своим минимализмом и эхо.

## Список композиций
| №   | Название                    | Длительность |
| --- | --------------------------- | ------------ |
| 1.  | «Earth Died Screaming»      | 3:39         |
| 2.  | «Dirt in the Ground»        | 4:08         |
| 3.  | «Such a Scream»             | 2:07         |
| 4.  | «All Stripped Down»         | 3:04         |
| 5.  | «Who Are You»               | 3:58         |
| 6.  | «The Ocean Doesn't Want Me» | 1:51         |
| 7.  | «Jesus Gonna Be Here»       | 3:21         |
| 8.  | «A Little Rain»             | 2:58         |
| 9.  | «In the Colosseum»          | 4:50         |
| 10. | «Goin' Out West»            | 3:19         |
| 11. | «Murder in the Red Barn»    | 4:29         |
| 12. | «Black Wings»               | 4:37         |
| 13. | «Whistle Down the Wind»     | 4:36         |
| 14. | «I Don't Wanna Grow Up»     | 2:31         |
| 15. | «Let Me Get Up on It»       | 0:55         |
| 16. | «That Feel»                 | 3:11         |

## Участники записи
- Том Уэйтс — вокал, чемберлин, перкуссия, гитара, фортепиано, контрабас, барабаны, акустическая гитара
- Брайан «Брэйн» Мантиа — барабаны
- Ральф Карни — саксофон, тенор-саксофон, кларнет
- Ларри Тэйлор — контрабас, гитара
- Джо Гор — гитара
- Джо Маркес — банджо
- Дэвид Филлипс — электрогитара
- Вадди Вотчел — гитара
- Кэтлин Бреннан — стик
- Дэвид Идальго — скрипка, аккордеон (на «Whistle Down the Wind»)
- Лес Клейпул — бас-гитара (на «Earth Died Screaming»)
- Кит Ричардс — гитара, вокал (на «That Feel»)